# Andres Ojamaa
Andres Ojamaa (* 3. August 1969 in Tartu; † 8. August 1993) war ein estnischer Badmintonspieler. 

## Karriere
Andres Ojamaa war der dominierende Badmintonspieler in Estland in der Zeit um 1990. In dieser Zeit gewann er zwölf nationale Titel. Sechsmal siegte er davon im Einzel, viermal im Herrendoppel und zweimal im Mixed. 1989 startete er bei den USSR International und den Czechoslovakia International.

## Sportliche Erfolge
| Saison | Veranstaltung                  | Disziplin    | Platz | Name                            |
| ------ | ------------------------------ | ------------ | ----- | ------------------------------- |
| 1986   | Estland: Einzelmeisterschaften | Herreneinzel | 1     | Andres Ojamaa                   |
| 1986   | Estland: Einzelmeisterschaften | Herrendoppel | 1     | Peeter Munitsõn / Andres Ojamaa |
| 1987   | Estland: Einzelmeisterschaften | Herreneinzel | 1     | Andres Ojamaa                   |
| 1987   | Estland: Einzelmeisterschaften | Herrendoppel | 1     | Andres Ojamaa / Peeter Lust     |
| 1988   | Estland: Einzelmeisterschaften | Herreneinzel | 1     | Andres Ojamaa                   |
| 1988   | Estland: Einzelmeisterschaften | Herrendoppel | 1     | Andres Ojamaa / Peeter Munitsõn |
| 1989   | Estland: Einzelmeisterschaften | Herreneinzel | 1     | Andres Ojamaa                   |
| 1989   | Estland: Einzelmeisterschaften | Herrendoppel | 1     | Andres Ojamaa / Peeter Munitsõn |
| 1991   | Estland: Einzelmeisterschaften | Herreneinzel | 1     | Andres Ojamaa                   |
| 1992   | Estland: Einzelmeisterschaften | Mixed        | 1     | Andres Ojamaa / Kairi Viilup    |
| 1992   | Estland: Einzelmeisterschaften | Herreneinzel | 1     | Andres Ojamaa                   |
| 1993   | Estland: Einzelmeisterschaften | Mixed        | 1     | Andres Ojamaa / Kairi Viilup    |